# Leonelo de Este
Leonelo de Este, (21 de septiembre de 1407 en Ferrara, Italia - 1 de octubre de 1450 en Voghiera, Italia) fue marqués de Este, marqués de Ferrara y duque de Módena y Reggio desde 1441 a 1450. Es conocido por ser mecenas de las artes, la literatura y la cultura en Ferrara.

## Reseña biográfica
Leonelo de Este nació el 21 de septiembre de 1407 en la localidad de Ferrara siendo el segundo hijo ilegítimo de la relación de Nicolás III de Este y Stella de Tolomei. Era el hijo favorito de su padre y llegó a ser su sucesor. Estuvo bajo la tutela de Guarino de Verona y recibió educación militar de parte del condotiero Braccio de Montone. Se convirtió en heredero de su padre, después de la ejecución de su hermano mayor Hugo de Este el 21 de mayo de 1425. Fue reconocido como hijo legítimo de su padre por el Papa Eugenio IV. Entre 1441 y 1450 desarrollo el conocimiento que le ayudó en la transformación de la ciudad de Ferrara.

## Vida personal
El 6 de febrero de 1435 contrajo matrimonio con Margarita Gonzaga con quien tuvo su único hijo: Nicolás de Este. Se casó en segundas nupcias con María de Aragón en 1444.

### Representaciones
- Primera medalla de Leonelo de Este.

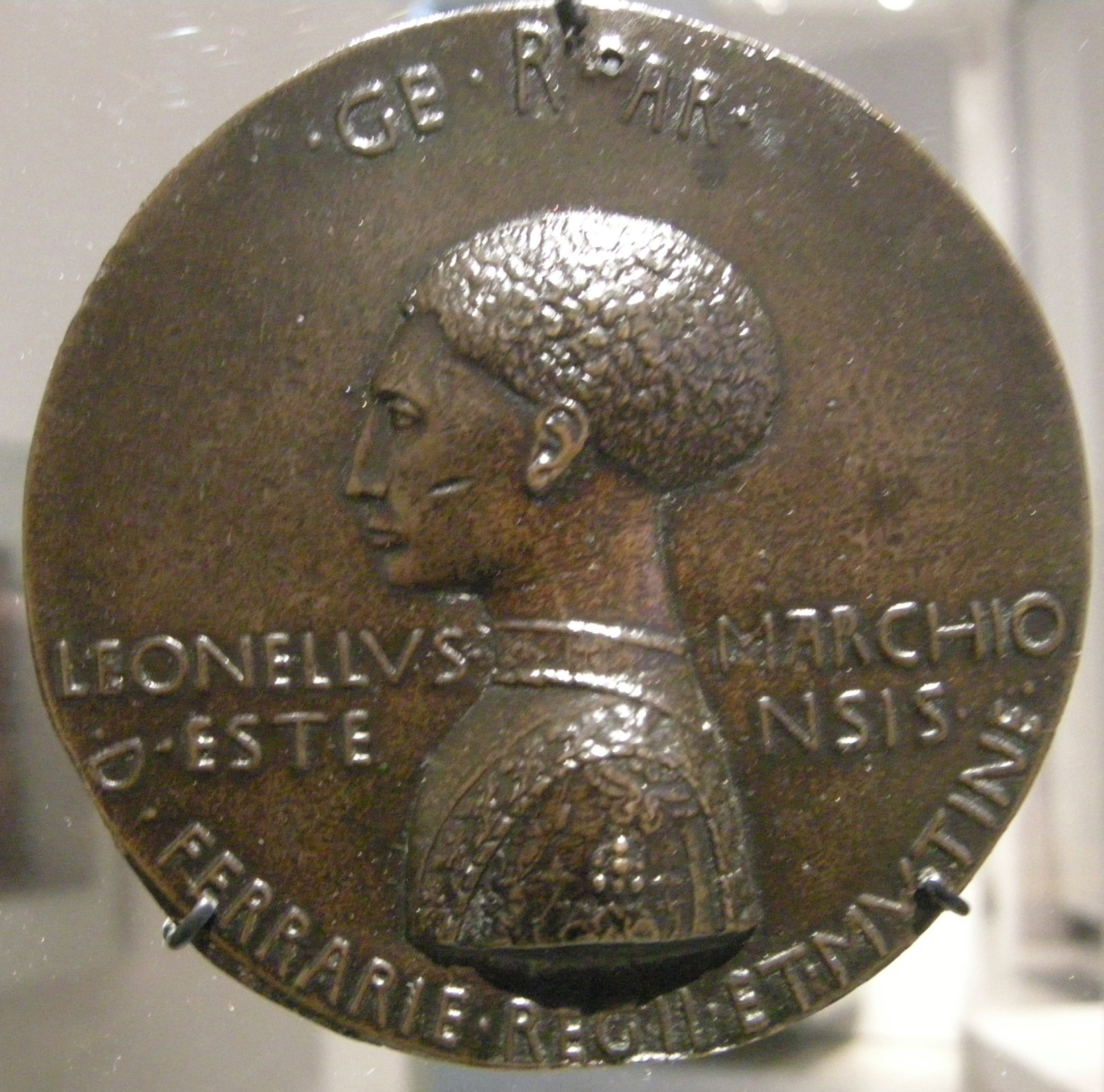
Anverso
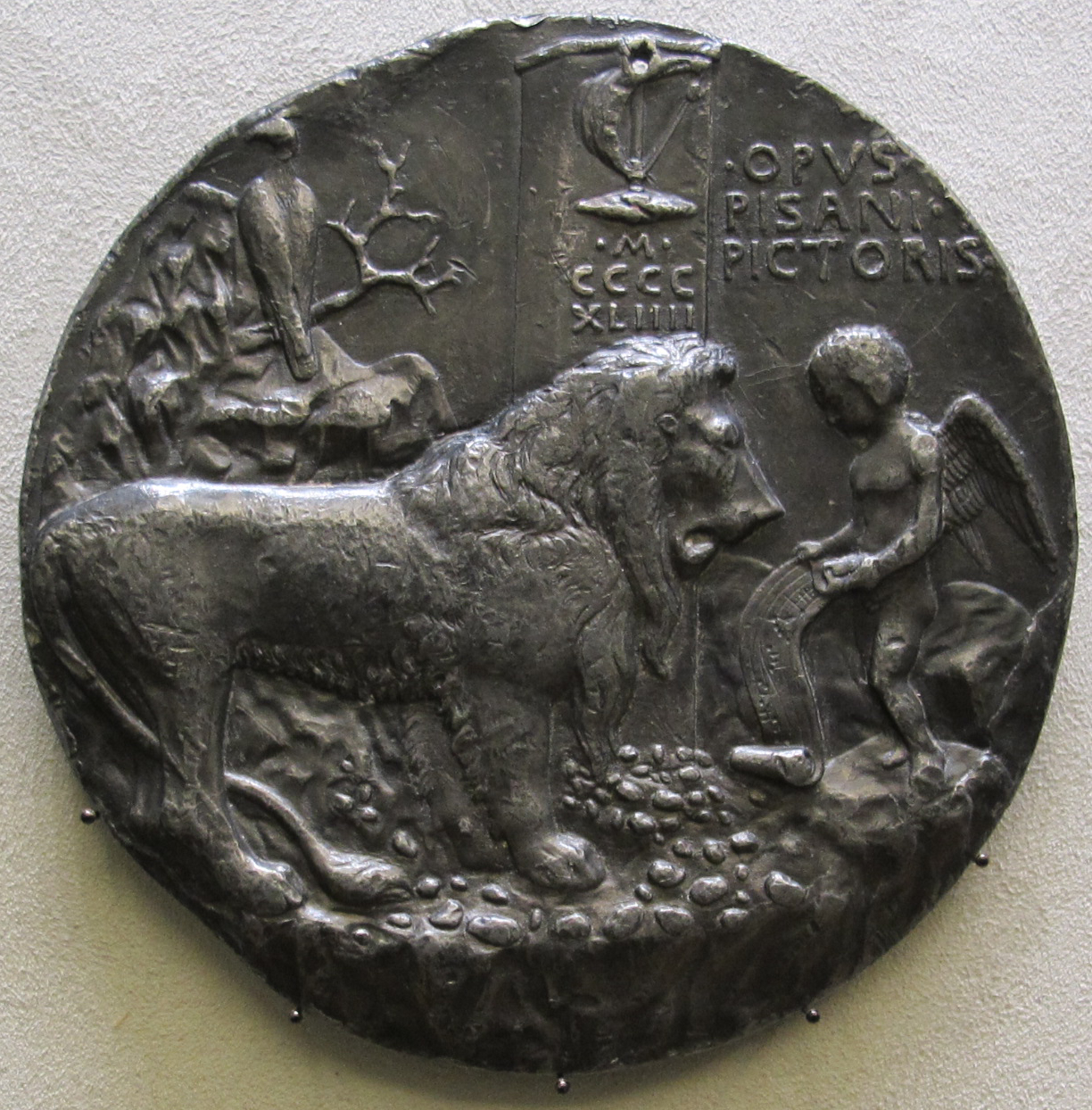
Reverso

- Segunda medalla de Leonelo de Este.

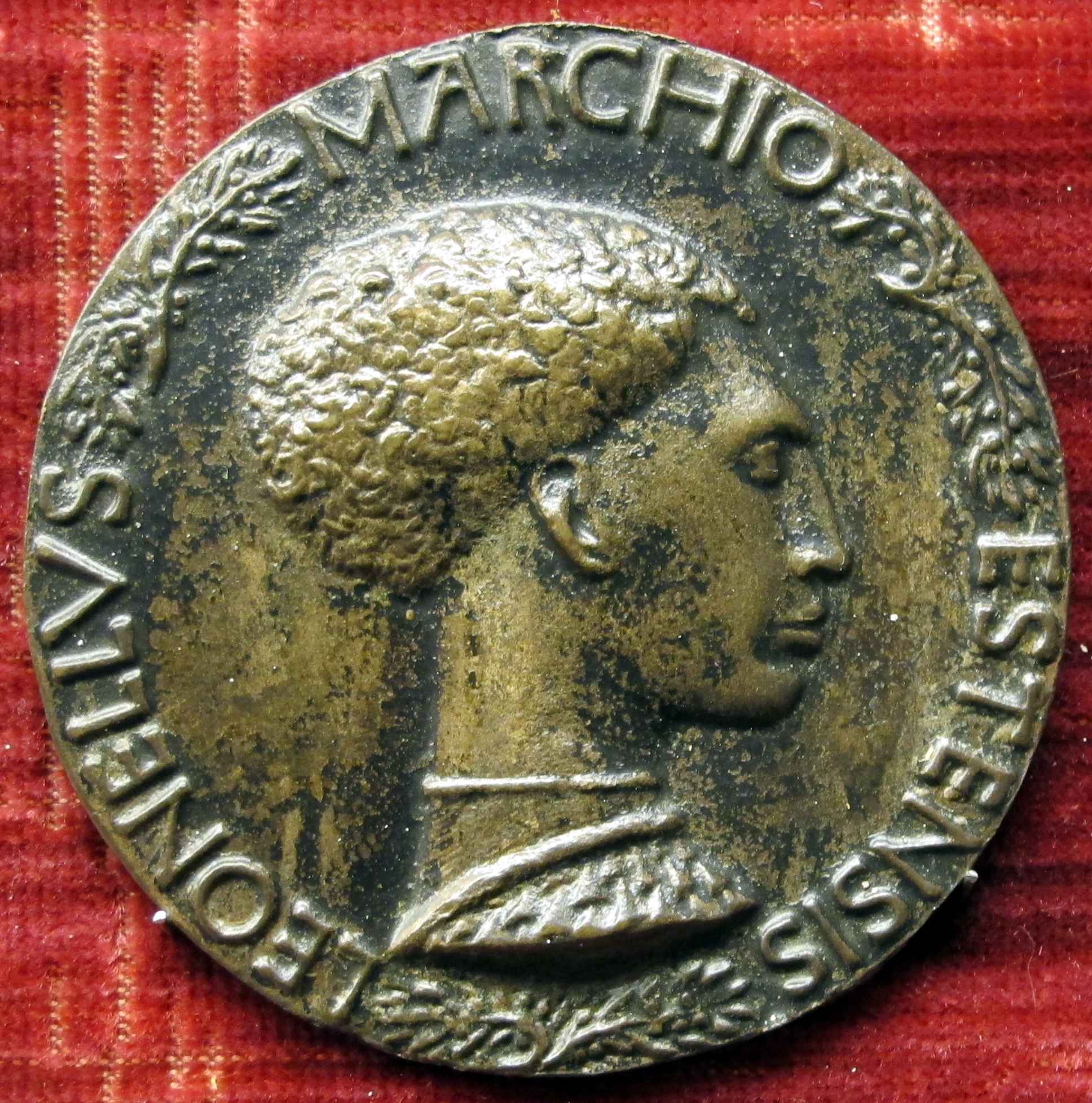
Anverso
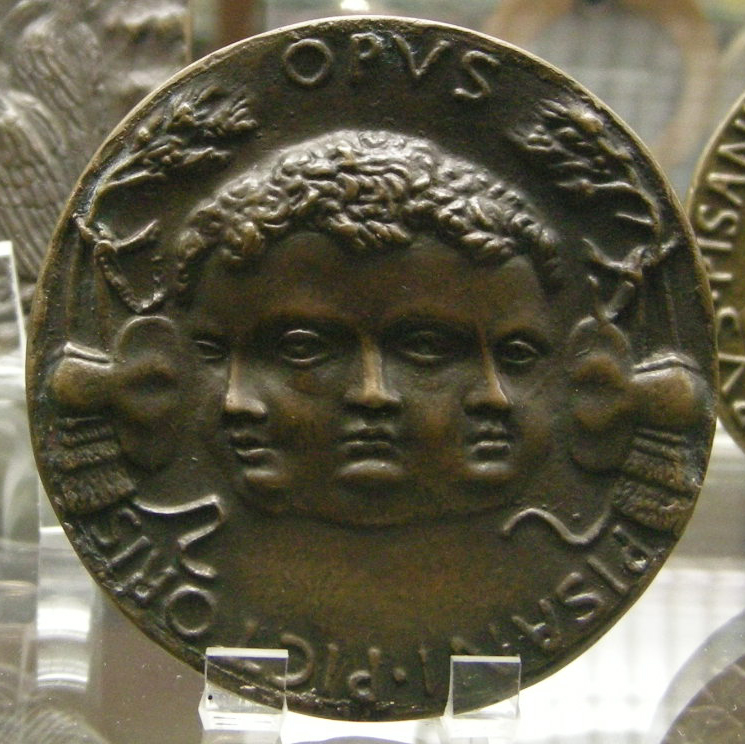
Reverso

- Tercera medalla de Leonelo de Este.

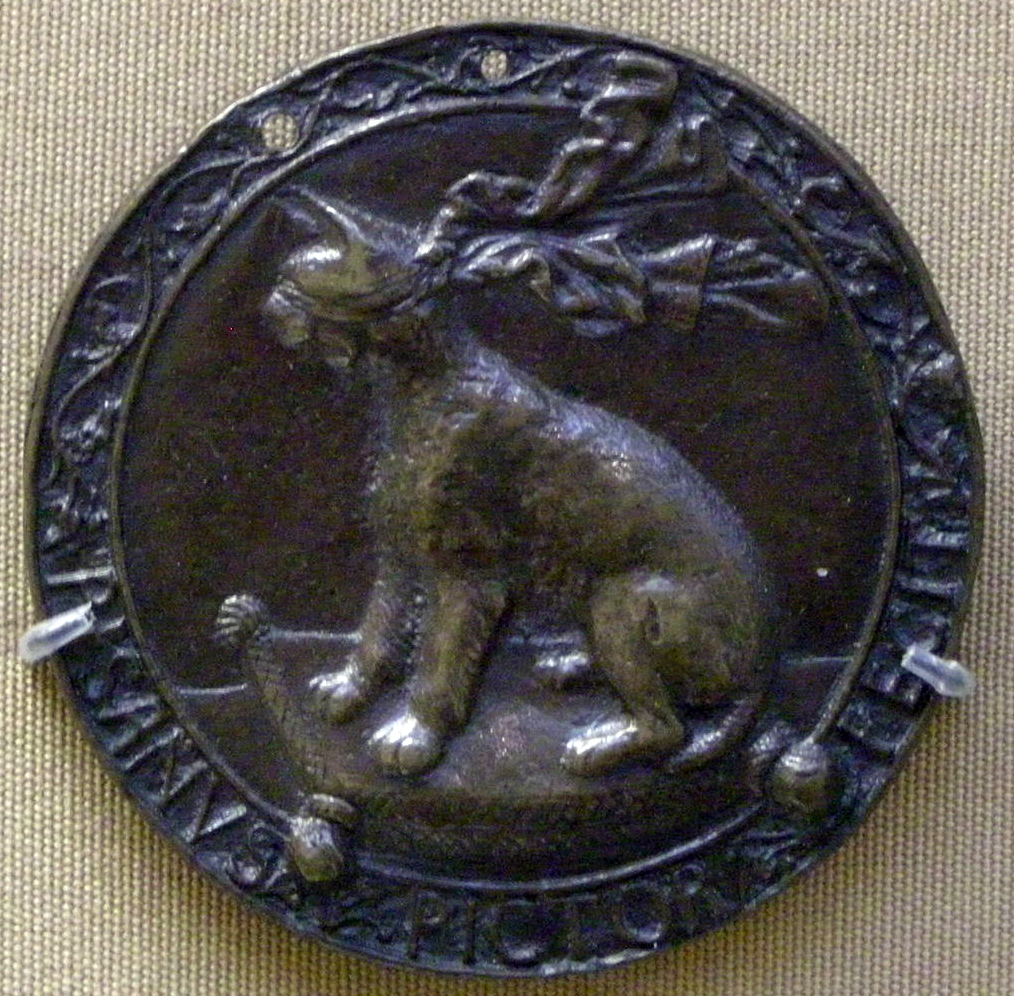
Reverso

- Cuarta medalla de Leonelo de Este.

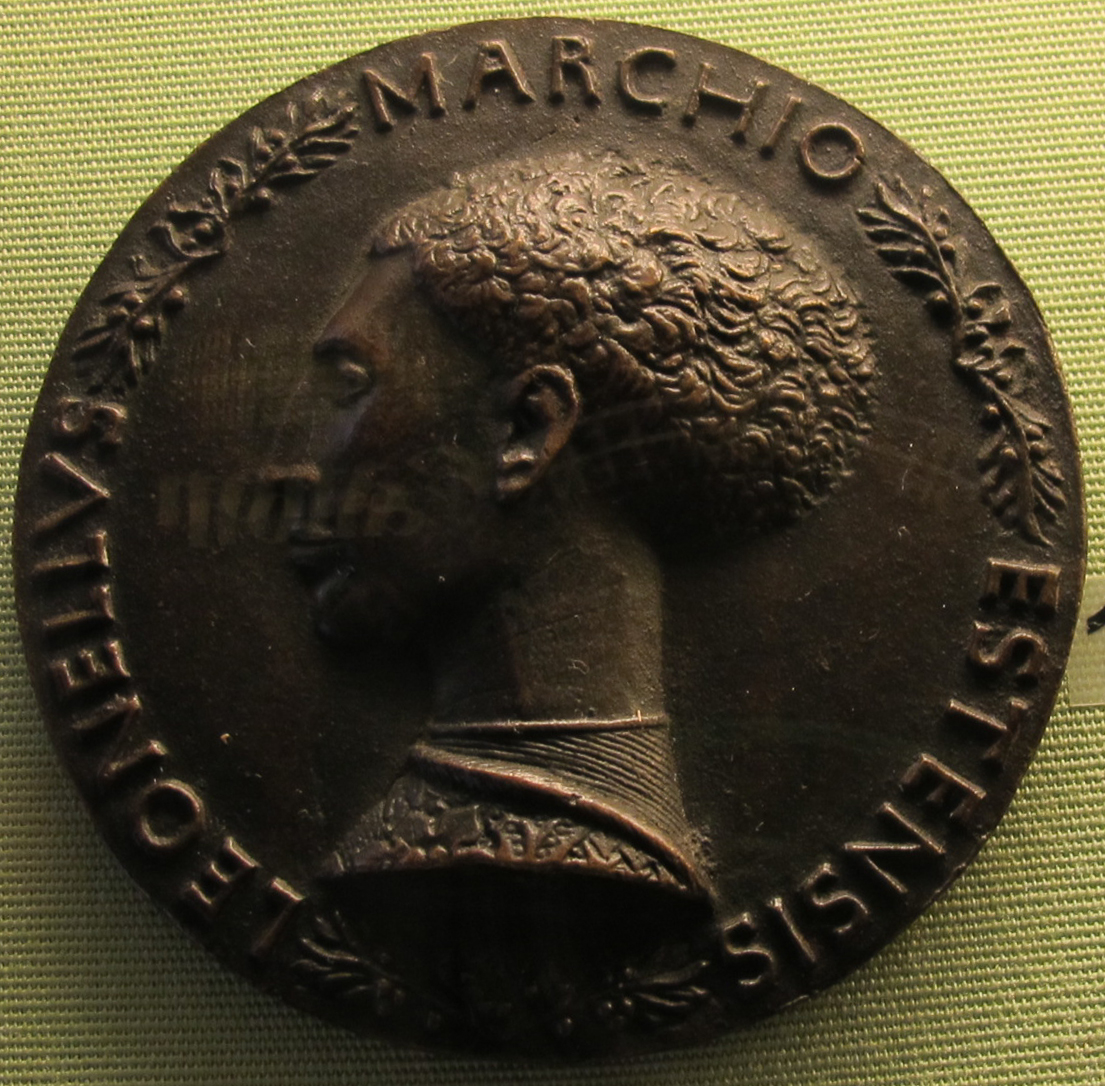
Anverso
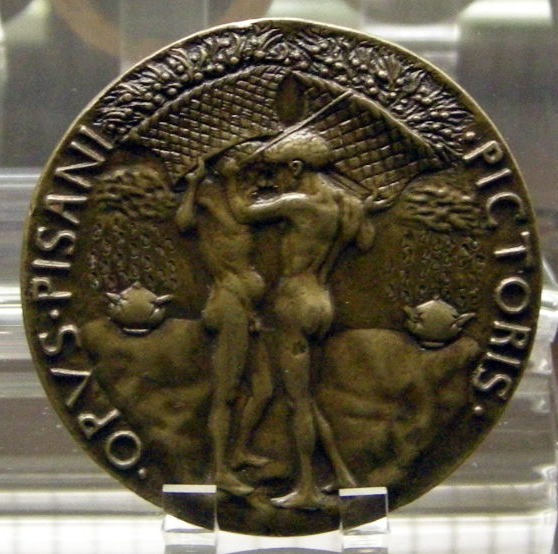
Reverso

- Quinta medalla de Leonelo de Este.

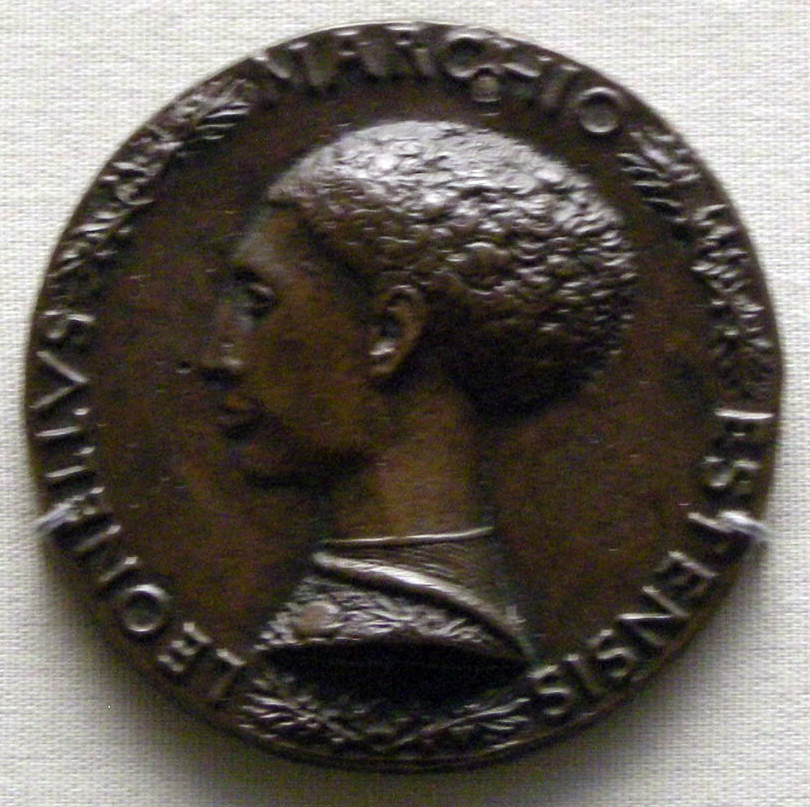
Anverso
- Reverso

- Sexta medalla de Leonelo de Este.

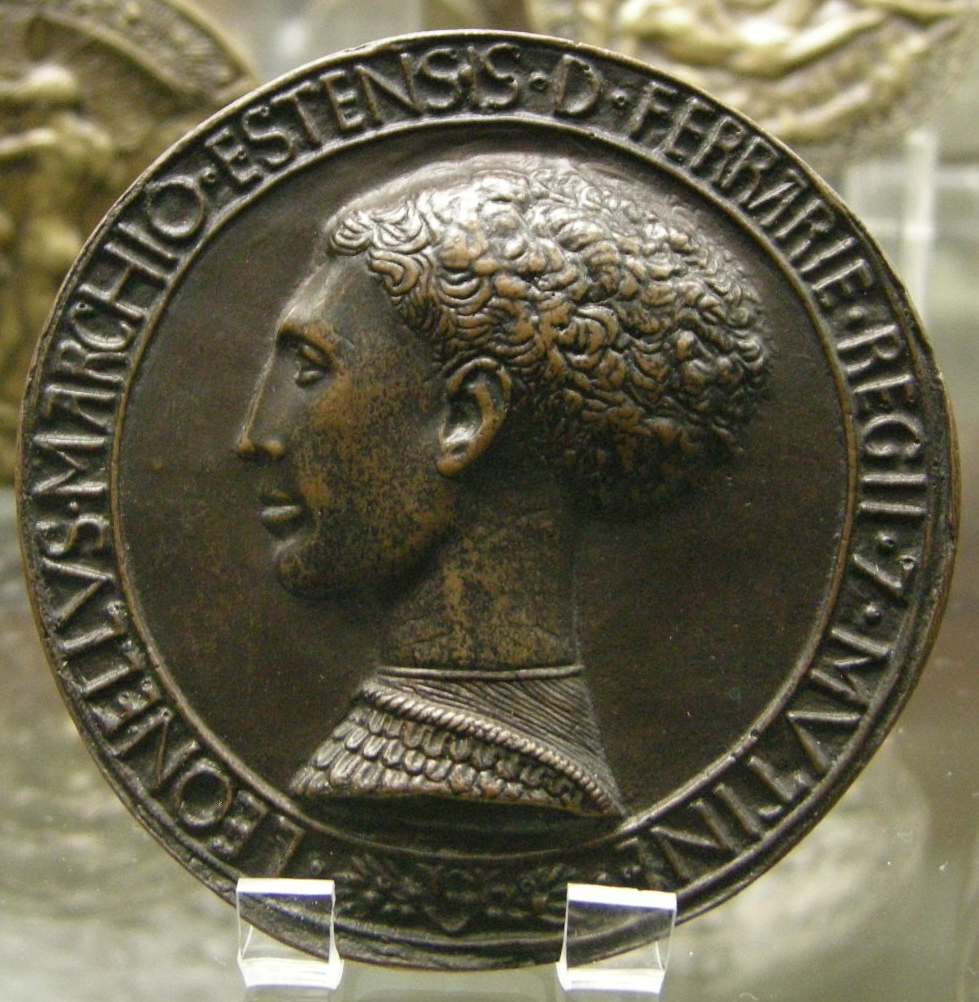
Anverso
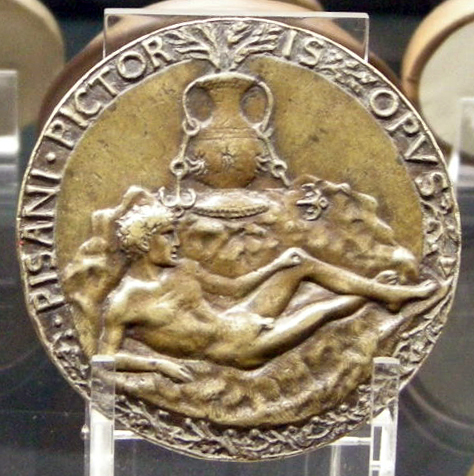
Reverso